# پل کیپکموی چلیمو
پل کیپکموی چلیمو (انگلیسی: Paul Kipkemoi Chelimo؛ زادهٔ ۲۷ اکتبر ۱۹۹۰) یک ورزشکار دو و میدانی اهل کنیا است. از افتخارات وی میتوان به کسب مدال نقره دو ۵۰۰۰ متر در بازی‌های المپیک تابستانی ۲۰۱۶ اشاره کرد.